# La Fiancée (nouvelle)
La Fiancée ou La Promise (en russe : Невеста) est la dernière nouvelle composée par l'écrivain russe Anton Tchekhov et parue en 1903.

## Composition
Tchekhov mentionne pour la première fois l'existence du projet le 20 octobre 1902 et envoie la première mouture de la nouvelle le 27 février 1903  à La Revue pour tous. La nouvelle connaît cependant de nombreux remaniements et ne paraît finalement qu'au début décembre 1903. Tchekhov meurt le 15 juillet 1904 dans la station thermale de Badenweiler en Allemagne. D'autres nouvelles sont en projet.

## Personnages
- Nadia Choumine : la « fiancée », 23 ans, rêve de mariage depuis l'âge de 16 ans. N'exerce aucune activité professionnelle ni de formation.
- Alexandre Timoféitch, dit Sacha, fils de Maria Petrovna, une amie de la grand-mère de Nadia, qui s'est chargée de son éducation après le décès de la mère du garçon. Sacha a fait de longues études d'architecture, mais exerce le métier de lithographe. Quoiqu'il n'en laisse rien paraître, il est gravement malade et souffre de phtisie. Personnage décharné et très maigre, non conformiste. Il joue un rôle pivot dans le récit.
- Marfa Mikhaïlovna Choumine : la grand-mère de Nadia, veuve, la vraie maîtresse des lieux. Surnommée familièrement Baboulia. Personnage apparemment très religieux.
- Nina Ivanovna Choumine : mère de Nadia, veuve, bru de Marfa Mikhaïlovna à qui elle doit rendre des comptes pour ses dépenses, sans fortune. Nadia l'admire beaucoup au début, admiration qui va decrescendo.
- Le père Andréï, archiprêtre de la cathédrale.
- Andreï Andréitch, fils du père Andreï. Le «fiancé». Activité professionnelle mal définie. Donne des concerts de violon parfois. Est surnommé « l'artiste » en ville. Oisif, très conformiste, transparent.
- Des domestiques. Sans caractéristique individuelle. Ils contrastent avec l'oisiveté des maîtres et vivent dans des conditions très difficiles.

## Résumé
Une ville russe de province au mois de mai. Dans son jardin, Nadia, la fiancée, évoque son univers familial, que Sacha critique férocement : selon lui, le seul moyen de se sauver, c’est de quitter ce monde provincial.
Nadia se réjouissait de se marier, mais son existence se révèle progressivement vaine et sans intérêt. Dans cet univers féminin, les émotions débordent, mais personne ne comprend personne. Éprise de Sacha, Nadia refuse le mariage et décide de partir étudier. Sacha s’en réjouit et organise la fugue de Nadia en ignorant son amour, qui de son côté, n’avoue pas son amour à Sacha et part à Saint-Pétersbourg. 
Devenue étudiante, la jeune fille s’ennuie toujours. Après ses examens, mais avant de revenir dans la maison familiale, elle revoit Sacha à Moscou et se rend compte que tout a changé… Le télégramme qui annonce la mort de Sacha aide Nadia à se sentir enfin tout à fait libérée. Cette fois, sûre d’elle-même, elle part résolument chercher une nouvelle vie.

## Analyse
Le thème principal est l'évasion d'une jeune fille de bonne famille qui fuit le « bonheur » provincial auquel on la destine ; la jeune fille refuse finalement de sacrifier son bonheur aux convenances sociales. L’idée principale de la nouvelle c’est la Nouvelle Vie et sa conquête par une jeune femme sans en rendre compte devant même les plus proches.

### Le rôle de Sacha
Sacha se pense investi d'une mission civilisatrice : faire entrer la Russie dans la modernité. Il croit que la parole - sa parole - suffit à changer le monde. Le caractère répétitif du discours de Sacha montre bien l'importance que celui-ci a pour lui. Ses analyses politiques ne sont guère originales et restent d'ailleurs sans écho, mais son discours est cependant « efficace ». C'est une sorte d'acide, bien moins fort qu'il n'imagine, mais suffisant pour attaquer le médiocre amalgame idéologique qui permet de faire tenir ensemble le bric-à-brac intellectuel, moral et religieux de la bonne société provinciale russe, dont la grand-mère de Nadia est le parfait exemple : sa bigoterie et la conviction de son bon droit sont inébranlables et lui permettent un comportement moralement indéfendable (aussi bien avec sa bru qu'avec ses domestiques).
Même le « fiancé », si pâlot, se sent obligé de se justifier après la critique incisive de Sacha, moment décisif qui permet à Nadia de prendre clairement conscience que, contrairement à ce qu'elle a voulu croire (ou ce qu'on a tenté de lui faire croire), elle n'aime pas son promis. Son rejet est d'abord intellectuel : « il est bête ». Elle voit son ex-fiancé avec les yeux de Sacha... Et la bêtise de son futur mari lui semble désormais impossible à supporter. Elle reprend à son compte les catégories de Sacha (intelligence, justice, action, liberté)...
Cependant, l'amour entre un homme et une femme ne semble pas préoccuper Sacha : Il ne voit pas l'admiration amoureuse de la jeune fille parce que ce n'est pas une dimension significative pour lui.
Ses ratiocinations réitérées sur la condition de la domesticité finissent pourtant par lasser même Nadia, qui les a entendues maintes fois, et qui souhaite apparemment entendre autre chose dans sa bouche. Mais à aucun moment, il ne demande à la jeune femme si elle aime son fiancé, ou si elle l'aime, lui... 
La question est dépourvue de sens pour lui. Le mariage étant l'aliénation de la liberté, il doit être rejeté.
Toujours pâle, faible, Sacha se promène dans le jardin de Nadia, où les arbres sont asséchés et sans feuilles. Faudrait-il renouer ce petit jardin, y planter de nouveaux arbres ? Pour lui, commencer « la nouvelle vie » parmi les vieux arbres – si profondément enracinés - est impossible.
Il faut « prendre un train » pour s’en éloigner, aller vers les endroits où les arbres poussent en liberté, où il y a encore des jardins sans clôture.
Sacha se veut « metteur en scène » encourageant les « actrices » ayant peur de monter sur la scène. Il rit toujours en les incitant (Nadia n’a certainement pas été sa seule « élève »), en leur donnant le courage d’aller à la gare. Son rire n’est pas du tout  insensé : il aide à franchir les obstacles et l’actrice passe à l’action.
Sacha est « artiste ». Il peint des tableaux dont les personnages ne dépendent pas de lui : il lui suffit de tracer quelques petites ébauches et ils partent (comme souvent les héros de Tchékhov) en le croyant inutile, « malade », prêt à mourir…
Il fait naître dans l’esprit de la « Fiancée » l’idée de la « nouvelle vie »,  lui laissant néanmoins l’entière liberté et la totale responsabilité de son choix.

## Éditions
: document utilisé comme source pour la rédaction de cet article.
- (ru + fr) Anton Tchekhov (trad. Édouard Parayre et Lily Denis, préf. Roger Grenier), La Fiancée [« Невеста »], Paris, Gallimard, coll. « Folio bilingue » (no 31),‎ 3 avril 2010 (1re éd. 1993), 192 p. (ISBN 978-2-07-038608-6)
- Anton Tchekhov (trad. Génia Canac, préf. Wladimir Troubetzkoy), La Fiancée et autres nouvelles, Paris, Flammarion, coll. « GF-Flammarion » (no 710), 1993 (1re éd. 1957), 184 p. (ISBN 978-2-253-06361-2)